# Кантор, Георгий Михайлович
Георгий Михайлович Кантор (20 июня 1930 — 8 марта 2013) — советский, российский и израильский лектор, музыковед, музыкальный историк, писатель, журналист. Заслуженный деятель искусств Российской Федерации, Заслуженный деятель искусств Республики Татарстан.

## Биография
В старших классах школы Георгий Кантор поступил на учёбу в Рязанское музыкальное училище по классу фортепиано, и в дальнейшем посещал в училище только специальные предметы.
В 1948 году Г. М. Кантор поступил на исторический факультет Рязанского педагогического института, где занимался под руководством профессора Николая Петровича Милонова. К третьему курсу института параллельно окончил музыкальное училище.
С 1950 года жил в Казани.
В 1954 году Г. М. Кантор окончил Рязанский педагогический институт, а в 1955 году окончил теоретико-композиторский факультет Казанской государственной консерватории по классу музыковедения Якова Гиршмана.
После окончания консерватории, в 1955–1959 годах Георгий Кантор преподавал в Рязанском музыкальном училище, а в 1959–1960 преподавал в Казанском музыкальном училище, где вёл курсы по истории зарубежной музыки и народному творчеству.
В 1960-1976 гг. работал в Казанском педагогическом институте, где основал и возглавил кафедру истории и теории музыки.
В 1977—2002 гг. работал в Казанской консерватории, а в 1984—1988 и 1990—1995 гг. заведовал там кафедрой истории музыки.
Г. М. Кантор закончил аспирантуру Ленинградской консерватории по специальности «музыковедение» под руководством Семёна Львовича Гинзбурга, а в 1972 защитил диссертацию на тему «Оперный театр в Казани дооктябрьского периода» с присуждением учёной степени кандидата искусствоведения.
С 1984 года Г. М. Кантор активно занимался исследованиями в области музыкального краеведения, изучая архивные материалы, газетные публикации, афиши, и рассказы очевидцев дореволюционной Казани.
В 1967—1990 гг. по приглашению основателя и главного дирижёра Государственного симфонического оркестра ТАССР Натана Григорьевича Рахлина, работал в этом коллективе лектором-музыковедом.
С 1996 года и до конца жизни Г. М. Кантор жил в Израиле, в городах Арад и затем Беэр-Шева, принимал деятельное участие в мероприятиях Всеизраильского объединения выходцев из Республики Татарстан, выступал с лекциями-концертами в залах консерватории и Гистадрута, основал и проводил музыкальный салон в клубе «Самовар», а так же написал и опубликовал несколько книг.

## Деятельность
Георгий Михайлович Кантор выступал во многих городах Советского Союза и по всему Татарстану, предваряя концертные программы Государственного симфонического оркестра ТАССР, и вёл детские музыкальные абонементы оркестра. Объездил большинство городов и районных центров Татарстана с концертными бригадами, где в исчерпывающей полноте представлял жанры лекторского искусства. Так же выступал на телевидении.
За годы работы в консерватории, Георгий Михайлович Кантор подготовил в специальном классе музыковедения 34 студента, преподавал историю зарубежной музыки, создавал и вёл курсы по музыкальной социологии, музыкальной психологии, музыкальному краеведению, массовым музыкальным жанрам, а так же по теории и методологии музыкальной критики. После переезда в Израиль, профессор Георгий Михайлович Кантор сохранил связи с Казанской консерваторией, продолжая работать в ней по временному контракту, читая лекции, иногда в неформальной обстановке, во время своих приездов в Казань.
Георгий Михайлович Кантор являлся также членом Союза композиторов России и Союза композиторов Республики Татарстан
Активный музыкальный критик-публицист, Георгий Михайлович Кантор написал около двухсот очерков, рецензий, статей, и исследований, в частности, о Н.К.Даутове, Г.Г.Ильясове, Г.И.Литинском, Н. Г. Рахлине (ставшем Г. Кантору близким другом), вышедших на страницах центральной и республиканской прессы. Кроме того, Георгий Михайлович сотрудничал с газетой «Вечерняя Казань» со времени её учреждения в 1979 году, и газетой «Казанские Ведомости» как один из самых активных внештатных авторов, знакомя широкий круг читателей с многочисленными музыкальными событиями города и публикуя актуальные комментарии.
Книги Георгия Михайловича Кантора депонированы в крупнейших мировых научных библиотеках, в том числе в Библиотеке Конгресса, Нью-Йоркской Публичной библиотеке, в библиотеках университетов Гарвард, Йель, Коламбия, Северной Каролины—Чапел-Хилл, Индианы—Блумингтон, Чикаго, Стэнфорда, Калифорнии—Беркли, Торонто, Корнелл, Мичигана, а так же в Баварской, Берлинской и Российской государственных библиотеках, и в Национальных библиотеках Израиля, России и Татарстана, и цитируются в трудах учёных-музыковедов.

## Статьи, написанные Г. Кантором
- Кантор Г. М. Начало профессионального образования в Казани и его связи с оперным театром и любительским музицированием. (рус.) // Вопросы истории, теории музыки и музыкального воспитания. — Казань: Казанский государственный педагогический институт, 1970. — Т. Сборник 1, вып. 82.
- Кантор Г. М. Предыстория казанской оперы. (рус.) // Вопросы истории, теории музыки и музыкального воспитания. — Казань: Казанский государственный педагогический институт, 1970. — Т. Сборник 1, вып. 82[62].
- Кантор, Г. М. «Казань музыкальная» (рус.) // А. В. Белоглазов, Л. И. Девятых, А. М. Елдашев, Л. М. Жаржевский, Г. М. Кантор и др. «Казань. Времен связующая нить» : энциклопедический. — Казань: Титул-Казань, 2005. — Т. Изд. 3-е, перераб. и доп. — С. 448. — ISBN 5-7497-0064-X[63][64][65][66].

## Почётные звания и награды
- заслуженный деятель искусств Республики Татарстан
- заслуженный деятель искусств Российской Федерации[3]